# Olga Pérez-Monteserín Núñez
Olga Pérez-Monteserín Núñez (ur. 16 marca 1913 w Paryżu, zm. 28 października 1936 w Pola de Somiedo) – francuska męczennica, ofiara wojny domowej w Hiszpanii, błogosławiona Kościoła katolickiego.

## Życiorys
Urodziła się w 1913 w Paryżu. W wieku 7 lat przeniosła się z rodziną do hiszpańskiej Astorgii. Gdy wybuchła wojna domowa w Hiszpanii zgłosiła się do Czerwonego Krzyża i jako pielęgniarka służyła na froncie. 28 października 1936 roku w wieku 23 lat została zastrzelona w okolicach Pola de Somiedo przez republikańską milicję. 11 czerwca 2019 papież Franciszek podpisał dekret o jej męczeństwie, co otworzyło drogę do jej beatyfikacji, która odbyła się 29 maja 2021 roku w katedrze w Astordze.